# Alberto Ganga y Bru
Alberto Ganga y Bru (Elx, ? - 5 de juliol de 1918) fou un polític il·licità, president de la Diputació d'Alacant. Era fill del diputat Ginés Ganga Galbis i pertanyia a una família benestant. Inicialment es decantà pel republicanisme, però quan va començar la restauració borbònica ja era membre del Partit Conservador. Tanmateix, després es va passar al Partit Liberal, del que en formà part de la direcció provincial d'Alacant. Fou escollit diputat de la diputació provincial en 1875 i 1888 pel districte d'Alacant-Elx. El 1886 va fundar el diari El Liberal per donar suport al cap liberal Rafael Terol Maluenda. Va ser president de la Diputació d'Alacant el 1889-1891 i el 1894-1896. Després es va enemistar amb el cap liberal d'Elx, Enrique Arroyo y Rodríguez, i el 1909 va reorganitzar el Partit Conservador, donant suport primer a Gamazo, després a Antoni Maura, i al final de la seva vida a Eduardo Dato. Fou pare de Ginés Ganga Tremiño.